# Борисоглебский листок
«Борисогле́бский листо́к» (рус. дореф. Борисоглѣбскій листокъ)— первая газета города Борисоглебска Тамбовской губернии (сейчас — Воронежской области).
Газета выходила с 3 (16) мая 1914 по 8 (21) декабря 1914 года два раза в неделю (по средам и субботам) и имела подзаголовок «Газета общественная и литературная». Издателем газеты был Н. В. Ленге, а её редактором — К. Е. Колесов. После закрытия газеты тот же Ленге начал выпуск газеты «Борисоглебское эхо».
«Борисоглебский листок» распространялся в Борисоглебске и уезде, а также в соседних городах Балашове, Тамбове, Новохопёрске.